# レイン (甲斐よしひろの曲)
「レイン」は1987年7月22日に発売された甲斐よしひろの4thシングル。

## 概要
表題曲は、オリジナル・アルバム『ストレート・ライフ』のシングルカットで、映画『この愛の物語』主題歌に使用された。
カップリング「スロー・キス」はアルバム未収録。

## 収録曲
- 全作詞・作曲：甲斐よしひろ、編曲：椎名和夫

1. レイン
  - 松竹富士映画『この愛の物語』主題歌
2. スロー・キス